# Tomáš Sedlák
Tomáš Sedlák (sinh 3 tháng 2 năm 1983) là một cầu thủ bóng đá Slovakia hiện tại thi đấu cho 1. FC Tatran Prešov tại Fortuna Liga.